# 10e armée (Empire russe)
 (avril 2023).
Si vous disposez d'ouvrages ou d'articles de référence ou si vous connaissez des sites web de qualité traitant du thème abordé ici, merci de compléter l'article en donnant les références utiles à sa vérifiabilité et en les liant à la section « Notes et références ».
Pour les articles homonymes, voir 10e armée.

La dixième armée est une grande unité de l'armée impériale russe engagée sur le front de l'Est pendant la Première Guerre mondiale. Elle participe à plusieurs batailles contre l'armée impériale allemande. Elle est dissoute en mars 1918.

## Historique

### 1914

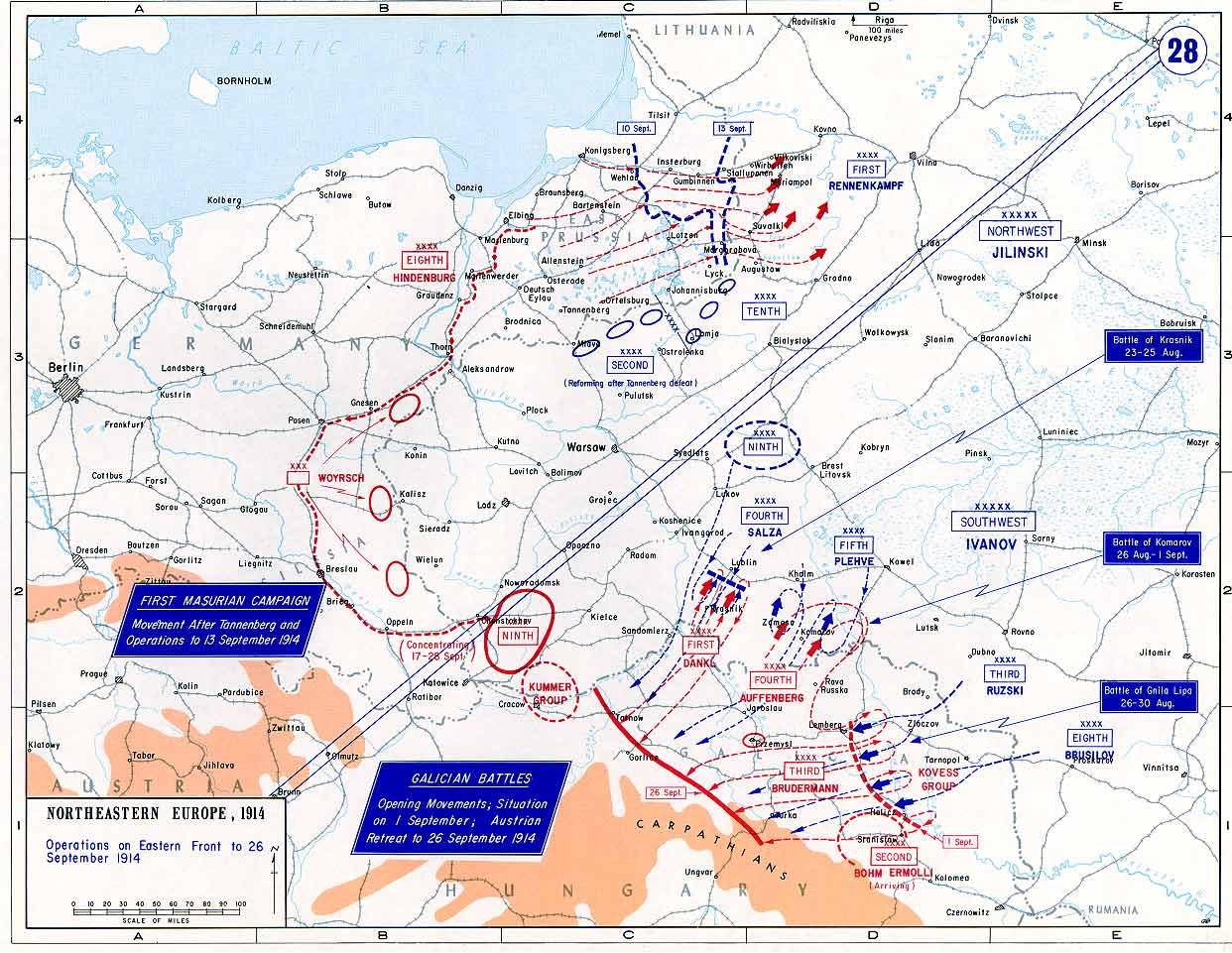
Front de l'Est au 26 septembre 1914

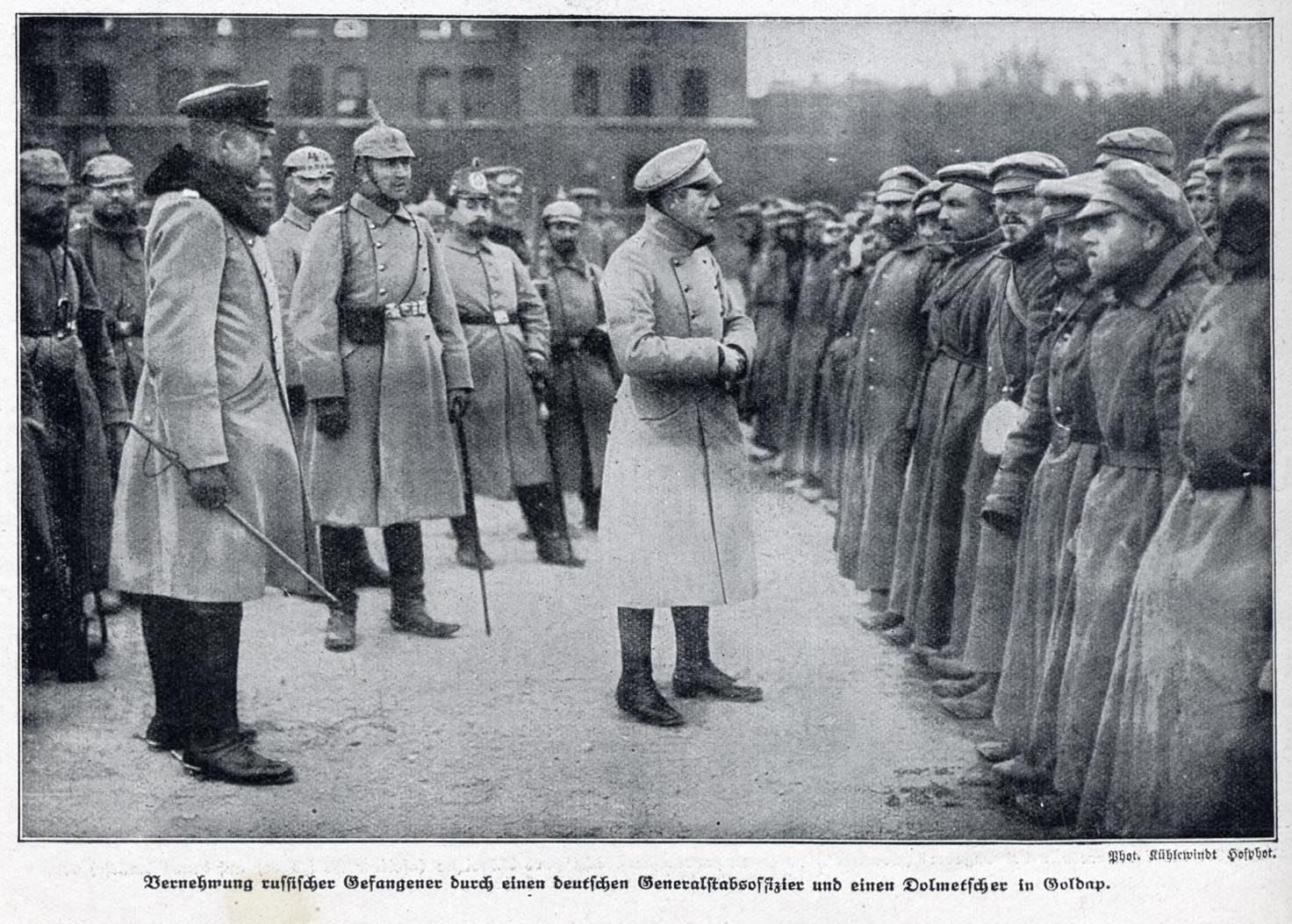
Prisonniers russes interrogés à Gołdap par un général allemand par le moyen d'un interprète, 1914

La 10e armée est créée en août 1914 sous le commandement d'Alexeï Evert puis de Vassili Floug. Elle est rattachée au front du Nord-Ouest (en) qui est commandé par le général Yakov Jilinski. Elle est engagée sur le front de la province de Prusse-Orientale aux côtés de la 1re armée. En octobre 1914, sous le général Thadeus von Sievers, elle s'empare de Stallupönen (Nesterov), Gołdap, Johannisburg et Ełk.
La 10e armée comprend alors 12 divisions d'infanterie et 4 de cavalerie: Elle se compose des unités suivantes :
- Aile nord : 1er corps de cavalerie
  - 1re et 3e divisions de cavalerie
- IIIe corps (Aleksandr Seguelov)
  - 29e et 27e divisions d'infanterie
  - 56e divisions de réserve
- Centre : XXe corps (Pavel Boulgakov (en))
  - 28e division
  - 53e division de réserve
- XXIIe corps (Nikolaï Sarine)
- XXVIe corps (Aleksandr Gerngross)
  - 64e et 84e divisions
- Aile sud : IIIe corps sibérien (de) (Evgueni Radkevitch (ru))
  - 7e et 8e divisions sibériennes
  - 57e division de réserve
  - 4e et 15e divisions de cavalerie

### 1915

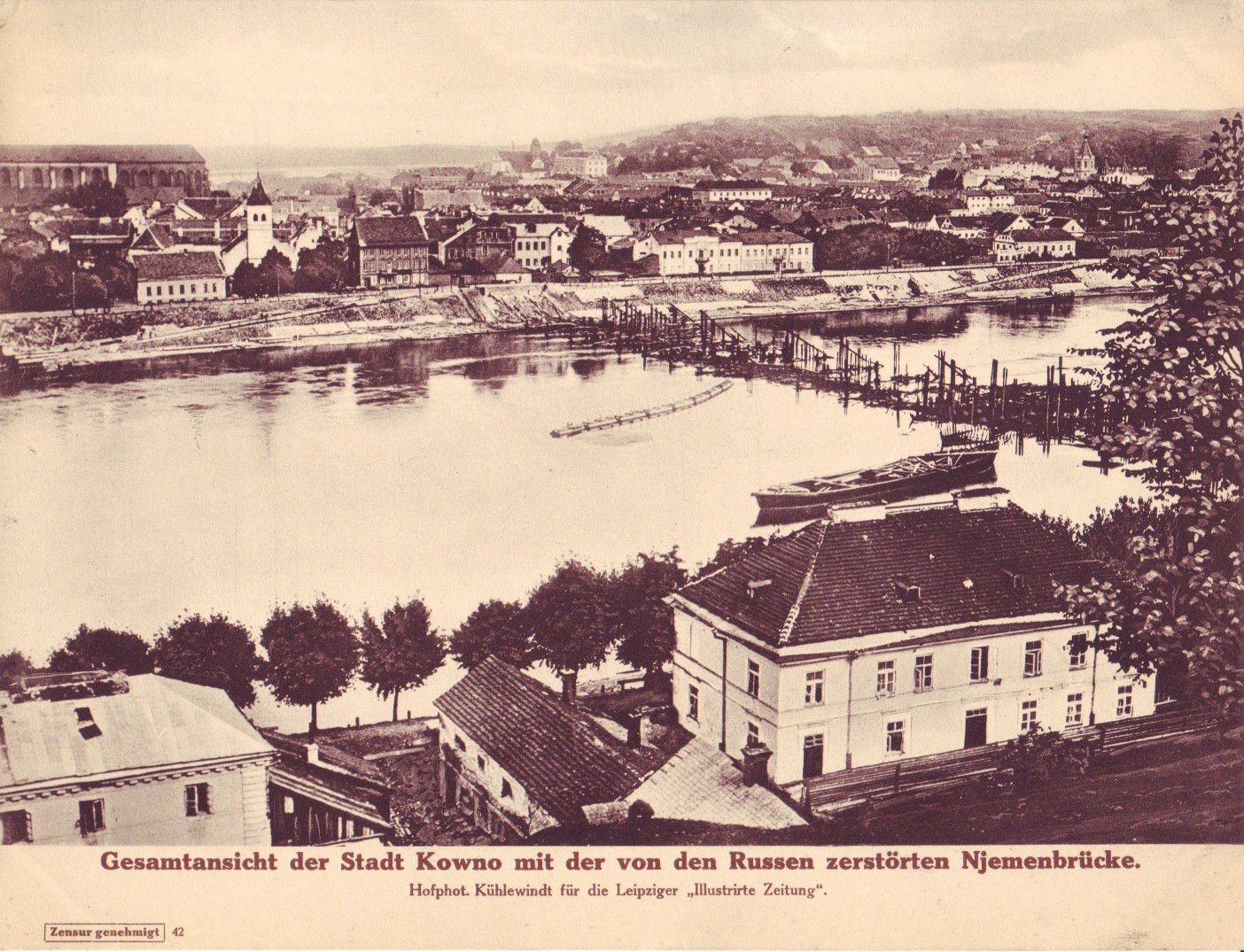
La ville de Kovno et le pont sur le Niémen détruit pendant la retraite russe, Illustrirte Zeitung, 1915

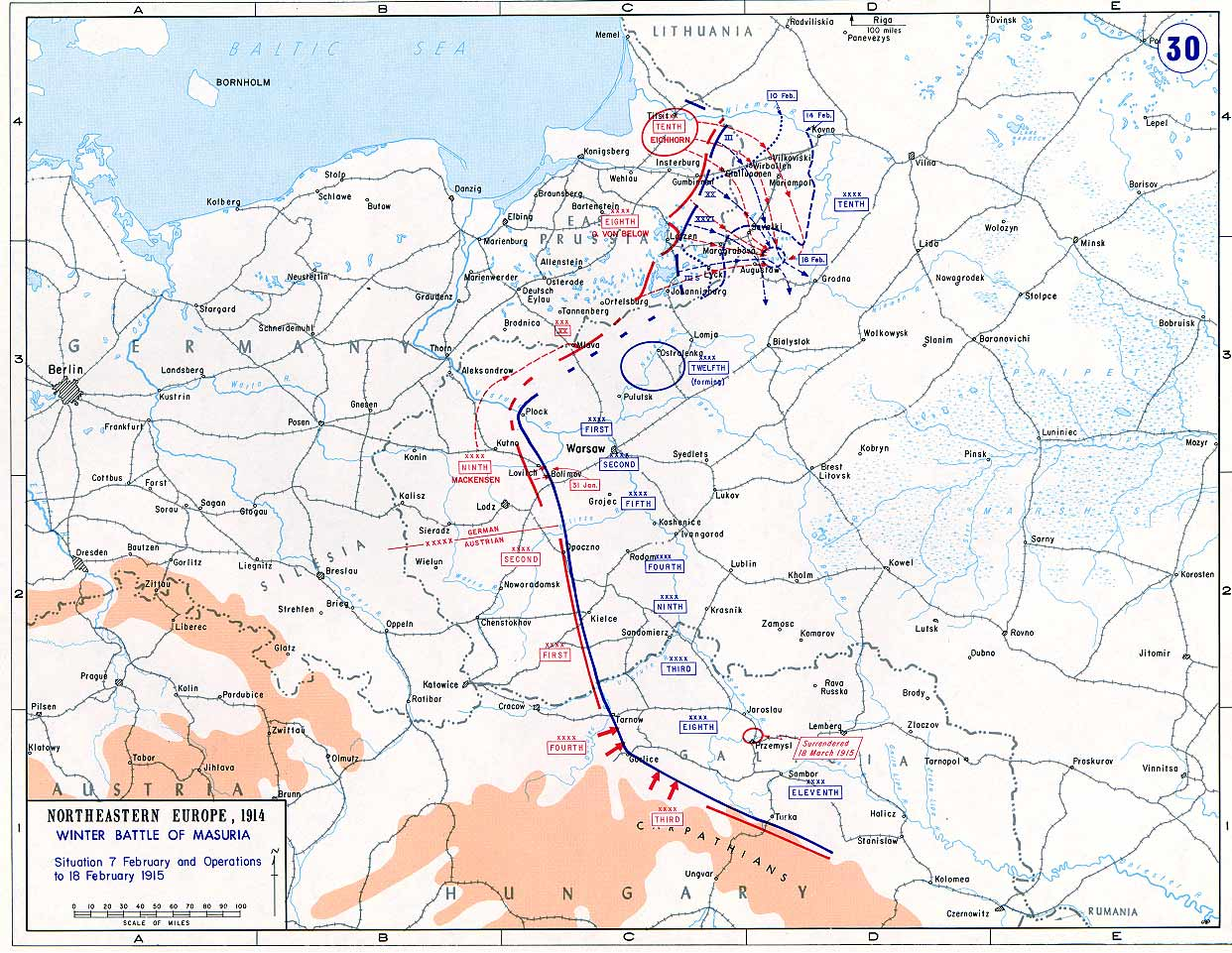
Front de l'Est en février 1915

Du 7 au 22 février 1915, la 10e armée est engagée dans la seconde bataille des lacs de Mazurie contre les 8e et 10e armées allemandes. La 10e armée devait couvrir la retraite de la nouvelle 12e armée exposée à l'offensive allemande au sud du front mais le général Nikolaï Rouzski, commandant du front du Nord-Ouest, envoie trop tard l'ordre de repli à la 10e armée. À partir du 14 février, le XXe corps russe est encerclé autour d'Augustów et contraint de capituler avec 12 000 hommes. Le général von Sievers est limogé et remplacé par le général Evgueni Radkevitch.

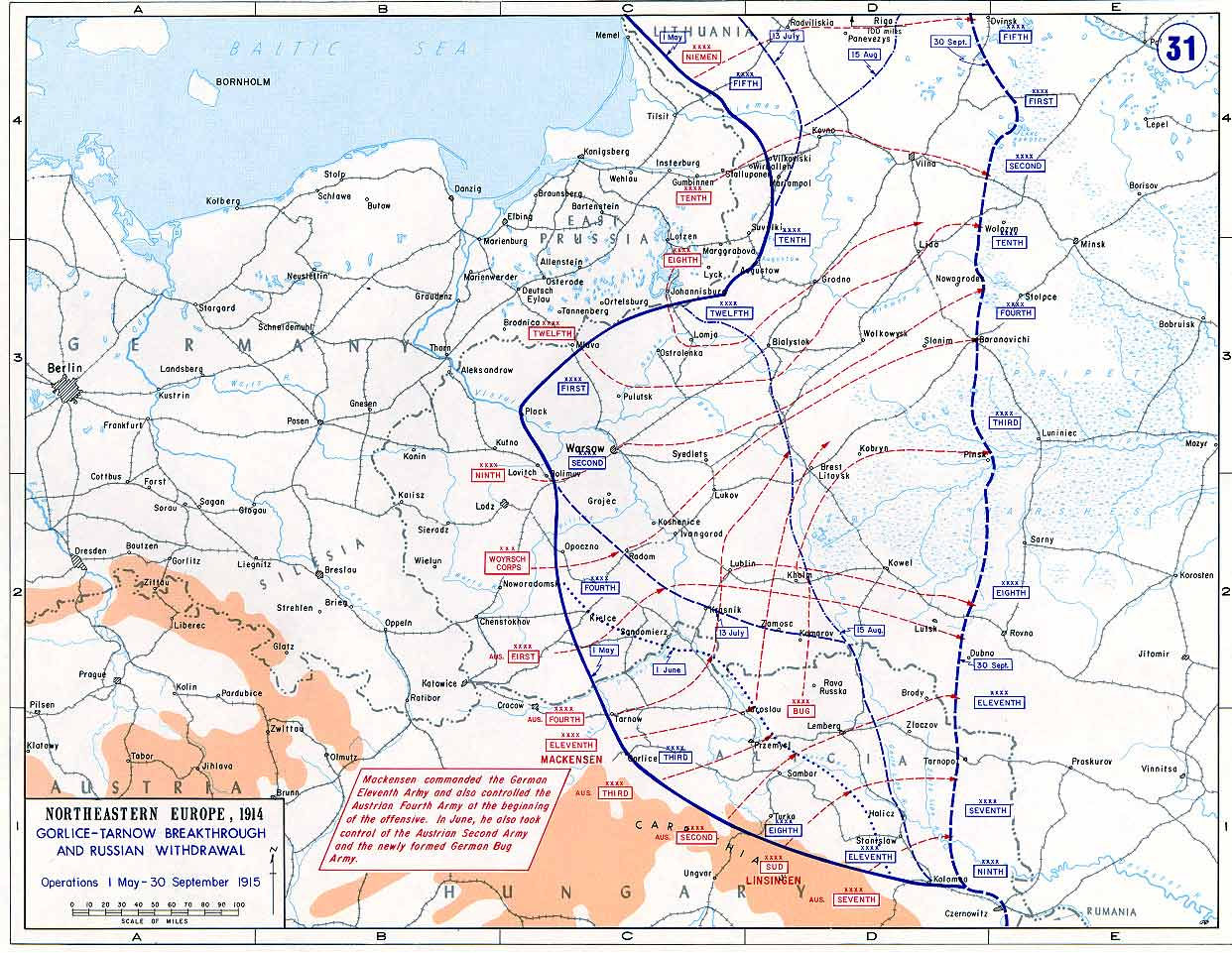
Front de l'Est entre mai et septembre 1915

Pendant l'été 1915, la 10e armée est prise dans la Grande Retraite de l'armée russe. Le 18 août, la 10e armée allemande s'empare de Kovno en Lituanie, et à partir du 26, elle entreprend l'encerclement de Vilna. Mais la bataille de Vilna s'achève à l'avantage des Russes qui, entre le 15 septembre et le 2 octobre, repoussent l'offensive allemande.
La 10e armée comprend alors les unités suivantes :
- Corps de la Garde
- IIIe corps sibérien
- Ve corps caucasien
- IIe corps
- Ve corps
- IIe corps de cavalerie

## Commandants
- Alexeï Evert (10 - 22 août 1914)
- Vassili Floug (22 août - 23 septembre 1914)
- Thadeus von Sievers (23 septembre 1914 – 25 avril 1915)
- Evgueni Radkevitch (ru) (25 avril 1915 – 4 octobre 1916)
- Afanassi Tsourikov (ru) (4 octobre - 12 décembre 1916)
- Vladimir Gorbatovsky (en) (12 décembre 1916 - 1er avril 1917)
- Nikolaï Kitselevski (ru) (8 avril - 4 juillet 1917)
- Piotr Lomnovski (ru) (4 juillet - 9 septembre 1917)
- Aliagha Shikhlinski (9 septembre - 1er novembre 1917)
- Gueorgui Tchogolkov (1er - 16 novembre 1917)
- Sergueï Scheidemann (16 novembre 1917 - ?)